# دی‌اکس‌سی
دی‌اکس‌سی (انگلیسی: DXC) شرکت مشاوره فناوری اطلاعات آمریکایی است، که در سال ۲۰۱۷ تأسیس شد.